# Davi (nome)
Davi é um nome próprio masculino derivado do galaico-português David, e este oriundo do nome hebraico דָּוִד (Dawiḏ), derivando-se do elemento דּוֹד (doḏ), que significa "amado". Sua popularidade é derivada do Rei Davi, uma figura importante na Bíblia Hebraica, também conhecida como Tanakh. Ele é fundamental para o Judaísmo e, mais tarde, também passou a ter um papel importante nas tradições religiosas do Cristianismo e do Islamismo.
Davi era o nome do segundo rei hebreu (c. 1015-c. 975 a.C.). Ingressou-se na corte de Saul, o primeiro monarca, ainda muito jovem, como harpista de concerto. Seu lendário feito de matar o gigante filisteu Golias com uma única pedra de sua funda lhe rendeu grande fama e ele logo sucedeu Saul no trono. Ele é uma figura central no judaísmo e também no cristianismo, pois acredita-se que o Cristo Emanuel tenha sido de sua linhagem. A tradição atribui a ele a autoria dos Salmos da Bíblia. Ele é o santo padroeiro dos músicos e poetas.
A figura do Davi bíblico inspirou inúmeras obras de escritores como Voltaire, Vittorio Alfieri e André Gide; de músicos como Händel, Mozart, Milhaud e Honegger; de escultores como Verrochio e Michelangelo, e também pictóricas.
O nome Davi surgiu na língua portuguesa em suas primeiras formas, que são hoje grafias arcaizantes, como David e Davide. Ambos são pronunciados Da-ví-de. Com o tempo, surgiram variações patronímicas como Davidiz e Davídez, até chegar na forma final, que é Davides.

## Pessoas notáveis
- David de Israel
- Davi de Menévia
- Davi de Trebizonda
- Davi de Munctorpe
- David I da Escócia
- David II da Escócia
- Davi III de Tao
- Davi I da Etiópia
- Davi II da Etiópia
- David VI da Geórgia